# ザ・テイク/わいろ
『ザ・テイク/わいろ』（原題：The Take）は、1974年のアメリカ合衆国・イギリス合作のクライムアクション映画。
1970年にG・F・ニューマンが発表した小説『Sir, You Bastard』を原作とする。日本では『わいろ/ザ・テイク』の題が使われることもあるほか、『ダーティ・コップ/麻薬マーケットに挑むあぶない刑事』という題でVHSが発売されたこともある。

## あらすじ
敏腕刑事のテレンス・スニードは、ギャングのボス、ビクター・マンソーを取り締まるためにサンフランシスコからニュー・メキシコのパロマの街へとやってきた。だが、彼はマンソーに会うなり早速わいろを受け取ってしまう。実は彼もまた汚職警官なのであった。

## キャスト
※括弧内は日本語吹替（初回放送1986年3月9日『日曜洋画劇場』）
- テレンス・スニード：ビリー・ディー・ウィリアムズ（内海賢二）
- ベリガン：エディ・アルバート（内田稔）
- ダニー・ジェームズ：フランキー・アヴァロン（安原義人）
- オスカー：ソレル・ブック（滝口順平）
- ナンシー・エドモンドソン：トレイシー・リード（島本須美）
- キャプテン・フランク・ドレク：アルバート・サルミ（柴田秀勝）
- ビクター・マンソー：ヴィック・モロー（田中信夫）
- ジョン・タルベア：A・マルティネス（池田秀一）
- ベネデット：ジェームズ・ルイージ
- ゼノ・エリオット：ロバート・ミラー・ドリスコル
- 学校の看護師：キャスリーン・ヒューズ
- バリー・インダス：ウィリアム・サージェント
- ヴァネッシー：ヴァーノン・ウェドル（池田勝）
- ロクレア：ディック・ヤーミー（上田敏也）
- ラジオアナウンサー：ヴィック・ペリン

その他声の出演：若本紀昭、大塚芳忠、小山武宏、安達忍、郷里大輔、川浪葉子、飯塚昭三、伊井篤史、色川京子、中田譲治